# McDonnell Douglas T-45 Goshawk
T-45 Goshawk là một loại máy bay phản lực huấn luyện, là phiên bản sửa đổi ở mức độ lớn của nguyên bản là BAE Hawk. Lắp ráp bởi McDonnell Douglas (hiện nay là Boeing), T-45 được sử dụng bởi Hải quân Hoa Kỳ như một máy bay huấn luyện trên tàu sân bay.

## Thiết kế và phát triển
T-45 Goshawk là một phiên bản có khả năng mang vũ khí đầy đủ của Hawk Mk.60. Nó được phát triển cho Hải quân Hoa Kỳ để sử dụng trong huấn luyện.
Nguồn gốc của Goshawk bắt đầu vào giữa thập niên 1970, khi Hải quân Mỹ bắt đầu tìm kiếm một mẫu máy bay thay thế cho các máy bay huấn luyện T-2 và TA-4 của mình. Hải quân bắt đầu chương trình huấn luyện cao cấp VTXTS vào năm 1978. Các hãng British Aerospace và McDonnell Douglas đã đề xướng một phiên bản của Hawk và đã được chấp thuận, hợp đồng đặt mua T-45 được ký vào năm 1981.
Chiếc Hawk nguyên không được thiết kế để hoạt động trên tàu sân bay; vì vậy Hải quân đã yêu cầu thực hiện nhiều thay đổi, bao gồm các cải tiến đặc tính điều khiển ở tấc độ chậm và giảm bớt tốc độ tiếp cận. Các thay đổi khác là gia cố thêm khung máy bay, bộ bánh đáp chắc chắn và rộng hơn, bổ sung phần gắn kết với máy phóng và một móc hãm. Bánh đáp trước của nó có hai bánh.
Goshawk bay lần đầu tiên vào năm 1988 và bắt đầu hoạt động chính thức vào năm 1991. Hãng BAE Systems đã sản xuất phần thân cuối của buồng lái, những khe lấy không khí, bộ thăng bằng thẳng đứng và cánh của T-45. Boeing sản xuất phần còn lại của máy bay và lắp ráp chúng tại St. Louis.
Vào ngày 16 tháng 3 năm 2007, khung máy bay thứ 200 đã được cung cấp cho hải quân Mỹ. Theo những yêu cầu của hải quân, khoảng 223 chiếc sẽ được sản xuất vào T-45 sẽ hoạt động cho đến năm 2035.

## Lịch sử hoạt động

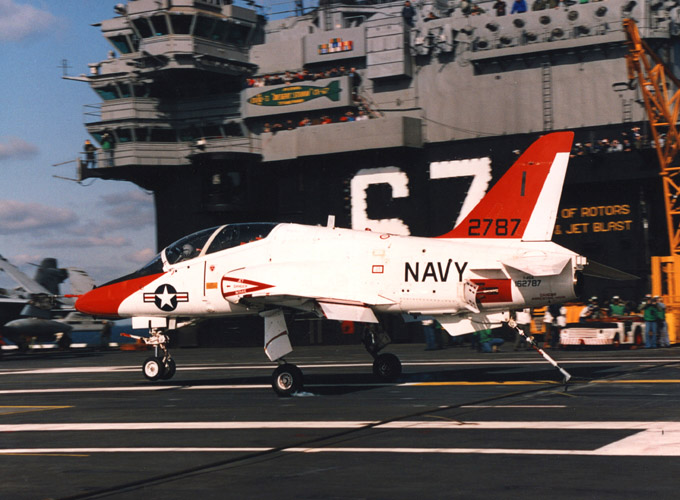
T-45A hạ cánh trên tàu USS John F. Kennedy (CVA-67)

T-45 được sử dụng cho chương trình hoạt động huấn luyện trung cấp và cao cấp của phi công tấn công thuộc Hải quân/Thủy quân lục chiến, tại Training Air Wing ONE ở Naval Air Station Meridian, Mississippi và Training Air Wing TWO ở Naval Air Station Kingsville, Texas. T-45 thay thế cho các máy bay huấn luyện T-2C Buckeye và TA-4J Skyhawk II với một hệ thống huấn luyện tổng hợp, bao gồm máy bay T-45 Goshawk, các thiết bị mô phỏng dụng cụ bay và hoạt động bay (OFT/IFT), các trường huấn luyện, và hệ thống huấn luyện hỗ trợ mở rộng. Bắt đầu trong năm tài chính 2008, T-45 sẽ được sử dụng huấn luyện trong cả Hải quân và Văn phòng bay thủy quân lục chiến (NFO), nó được sử dụng tại Training Air Wing SIX ở Naval Air Station Pensacola, Florida.
T-45A và T-45C hiện nay là hai mẫu đang được sử dụng. T-45A, hoạt động vào năm 1991, có một buồng lái tương tự như thiết kế mới trên T-45C, đợt chuyển giao T-45C đầu tiên diễn ra vào tháng 12 năm 1997, điểm nổi bật là thiết kế "buồng lái kính" số. Tất cả máy bay T-45A sẽ dần dần được chuyển đổi thành tiêu chuẩn của T-45C trong chương trình hiện đại hoá hệ thống điện tử hàng không (T-45 RAMP).

## Các phiên bản
T-45A
Máy bay phản lực huấn luyện cơ bản và nâng cáo hai chỗ cho Hải quân Hoa Kỳ.
T-45B
Phiên bản sử dụng trên biển được đề xướng cho Hải quân Hoa Kỳ, về cơ bản là một sự chuyển đổi loại BAE Hawk với một buồng lái của hải quân và không có khả năng sử dụng trên tàu sân bay. Hải quân Hoa Kỳ muốn T-45B có được khả năng huấn luyện như phiên bản trước đó, nhưng ý tưởng đã bị lãng quên vào năm 1984 khi những cải tiến tốn kém ít hơn cho TA-4 và T-2 được thực hiện.
T-45C
T-45A cải tiến với buồng lái kính, dẫn đường quán tính, và cải tiến một số thiết bị khác. Những chiếc T-45A hiện này sẽ được nâng cấp lên thành tiêu chuẩn của T-45C.

## Quốc gia sử dụng
Hoa Kỳ
- Hải quân Hoa Kỳ

## Thông số kỹ thuật (T-45A)

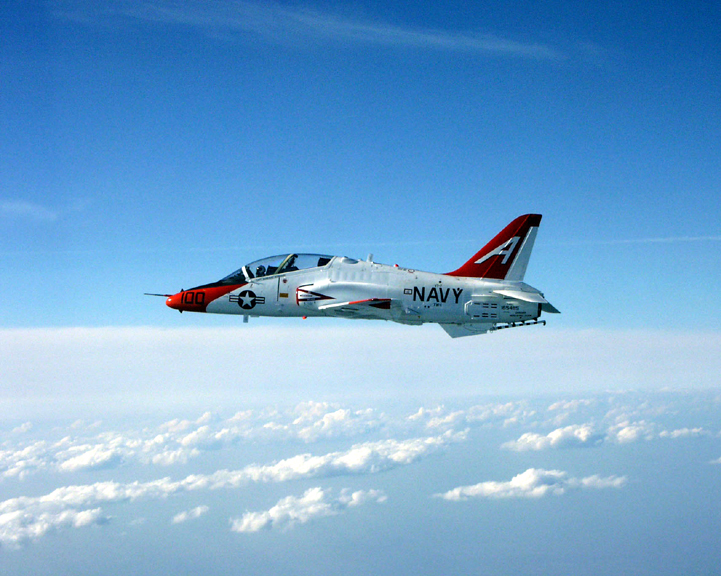
T-45A

Dữ liệu từ "The International Directory of Military Aircraft, 2002-2003, Navy fact file"

### Đặc điểm riêng
- Phi đoàn: 2
- Chiều dài: 39 ft 4 in (11.99 m)
- Sải cánh: 30 ft 10 in (9.39 m)
- Chiều cao: 13 ft 5 in (4.08 m)
- Diện tích cánh: 190.1 ft² (17.7 m²)
- Trọng lượng rỗng: 10.403 lb (4.460 kg)
- Trọng lượng cất cánh: n/a
- Trọng lượng cất cánh tối đa: 14.081 lb (6.387 kg)
- Động cơ: 1× Rolls-Royce Turbomeca Adour F405-RR-401, 5.527 lbf (26 kN)

### Hiệu suất bay
- Vận tốc cực đại: 560 kt, 645 mph, 1.038 km/h
- Tầm bay: 700 nmi (805 mi, 1288 km)
- Trần bay: 42.500 ft (12.950 m)
- Vận tốc lên cao: 8.000 ft/min (40.6 m/s)
- Lực nâng của cánh: n/a
- Lực đẩy/trọng lượng: n/a

### Vũ khí
- Thường không trang bị. Một giá treo dưới mỗi cánh có thể mang bom, rocket hoặc thùng nhiên liệu phụ

## Nội dung liên quan
Máy bay có cùng sự phát triển
- BAE Hawk

Máy bay có tính năng tương đương
- T2V/T-1 SeaStar
- T-2 Buckeye
- TA-4F/J Skyhawk

Dãy tiếp theo
- T-42 - T-43 - T-44 - T-45 - T-46 - T-47 - T-48

Xem thêm
- Danh sách máy bay quân sự đang hoạt động của Hoa Kỳ